# Mylodon darwini
Mylodon darwini fou un peresós gegant terrestre sud-americà. Mesurava 3,5-4 metres de gran i s'extingí a principis de l'Holocè.

## Descripció
Mylodon feia aproximadament 1,3 d'alçada a l'espatlla i uns 3,5 metres de llarg. S'assemblava al seu parent proper Glossotherium (= Paramylodon), que visqué a Nord i Sud-amèrica a la mateixa època. Ambdós es caracteritzaven pel seu crani curt i la seva regió nasal, aparentment separada. Les restes modificades de Mylodon trobades a la Caverna d'Última Esperança a Xile mostren un pelatge tosc i groguenc. A la pell s'hi trobaren petits ossets incrustats, que servien com protecció contra els depredadors.